# O (Interjektion)
O ist eine Partikel und (abgesehen vom Gallizismus à) das kürzeste Wort der Deutschen Sprache. Es fungiert als vokativischer Artikel, wobei es heutzutage als Archaismus nur noch selten gebraucht wird. Lexikalisch handelt es sich bei o um eine primäre Interjektion. Häufig wird o mit der gleichlautenden, aber anders verwendeten Interjektion oh verwechselt.

## Verwendung als Vokativ
Im Deutschen ist die Wortendung eines Substantivs im Vokativ oft gleich derjenigen im Nominativ, wobei der Artikel entweder entfällt oder zur Kenntlichmachung des Vokativs durch o ersetzt werden kann. Beispiele für den vokativischen Gebrauch von o finden sich in den Weihnachtsliedern O Tannenbaum und O du fröhliche oder in der Alltagssprache in den Redewendungen „o Mann!“, „o mein Gott!“ oder „o wie schön“. Dabei kann die vokativische Wirkung von o sowohl eine einfache Anrede als auch einen Anruf (beispielsweise eine Drohung oder Ermahnung) beinhalten.
Die gleiche Bedeutung hat o auch in anderen indogermanischen Sprachen. Die Nationalhymne Kanadas heißt beispielsweise sowohl im Englischen als auch im Französischen „O Canada“.
Weitere Beispiele:
- O alte Burschenherrlichkeit
- O Brother, Where Art Thou?
- O Captain! My Captain!
- O du lieber Augustin
- O tempora, o mores

Erstveröffentlichung des Studentenliedes O alte Burschenherrlichkeit (1825)
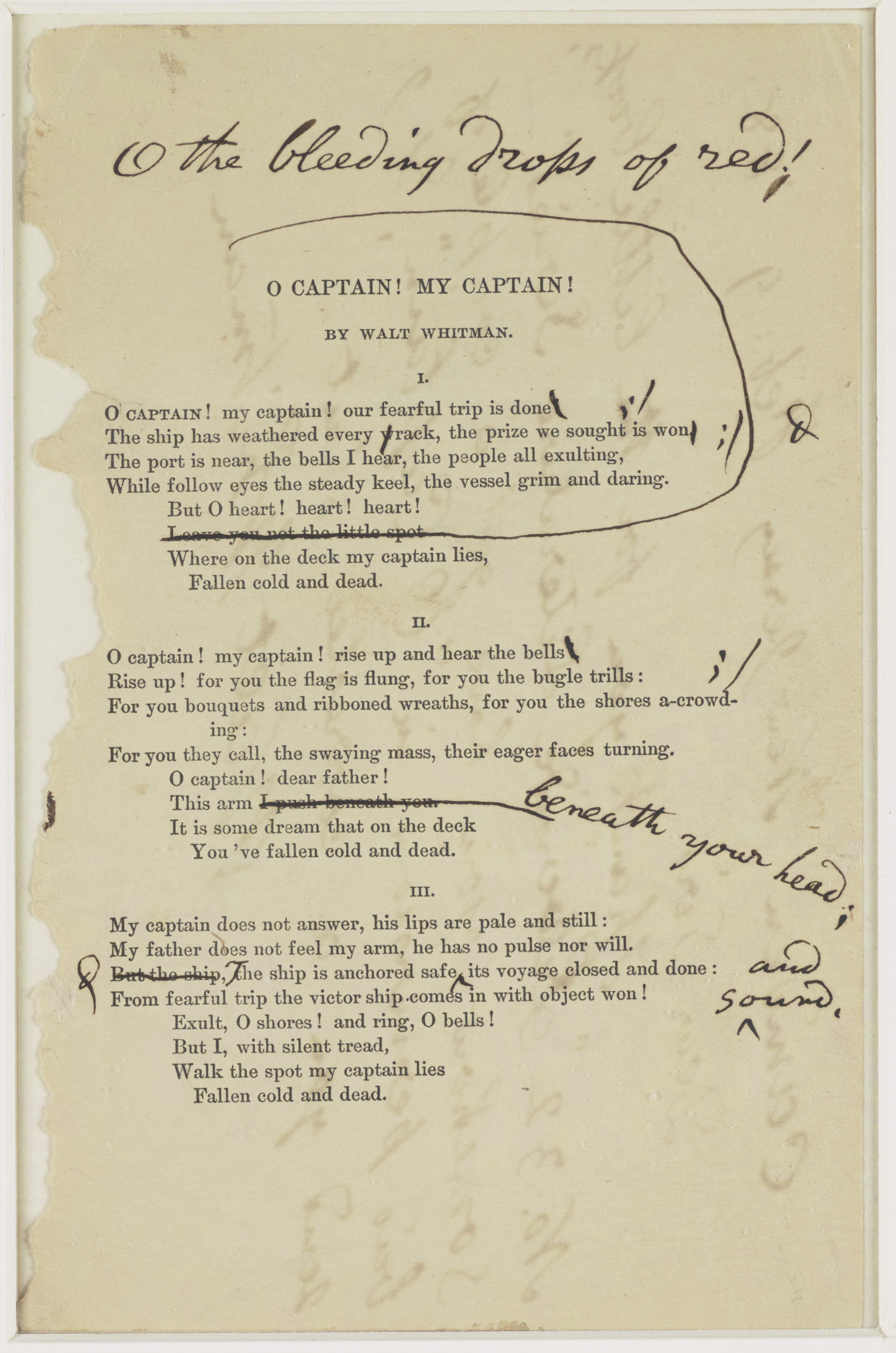
Walt Whitmans Gedicht O Captain! My Captain! mit handschriftlichen Überarbeitungen

## O-Antiphonen
Im Advent:

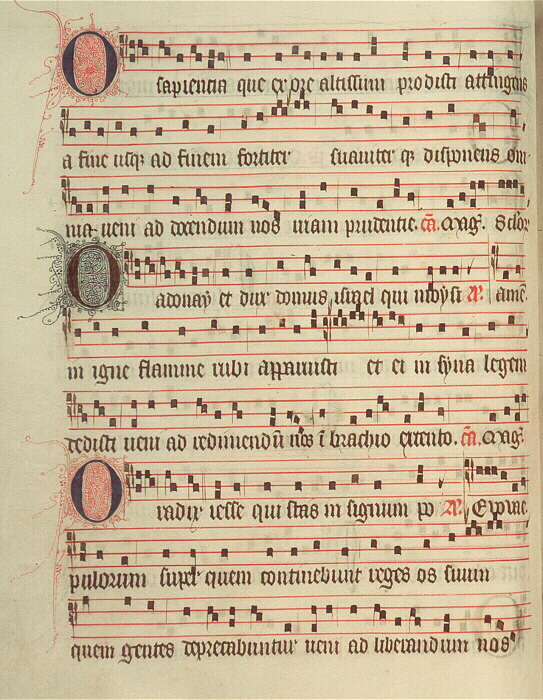
Drei der O-Antiphonen im Antiphonale von Poissy

Die in den letzten Tagen des Advents vom 17. bis 23. Dezember in der Vesper gesungenen O-Antiphonen beginnen jeweils mit einer dem Alten Testament entnommenen bildhaften Anrede des erwarteten Messias und münden in den Ruf „Veni!“, „Komm!“. Die Bezeichnung der Antiphonen leitet sich von der Anrufung „O“ her, mit der jede der Antiphonen beginnt. Im adventlichen Liedgut haben diese Anrufungen auch Eingang in deutsche Kirchenlieddichtungen gefunden:
- O Heiland, reiß die Himmel auf, 1622
- O komm, o komm, Immanuel, 1722

## Unterschied zumoh
Die gleichlautende, aber anders verwendete Interjektion oh wird als Ausruf des Erstaunens oder der Überraschung benutzt.